# Władysław Rosiński
Władysław Rosiński pseud. „Zapałka” (ur. 2 lipca 1926 w Warszawie, zm. 19 grudnia 2020) – polski działacz kombatancki, uczestnik powstania warszawskiego.

## Życiorys

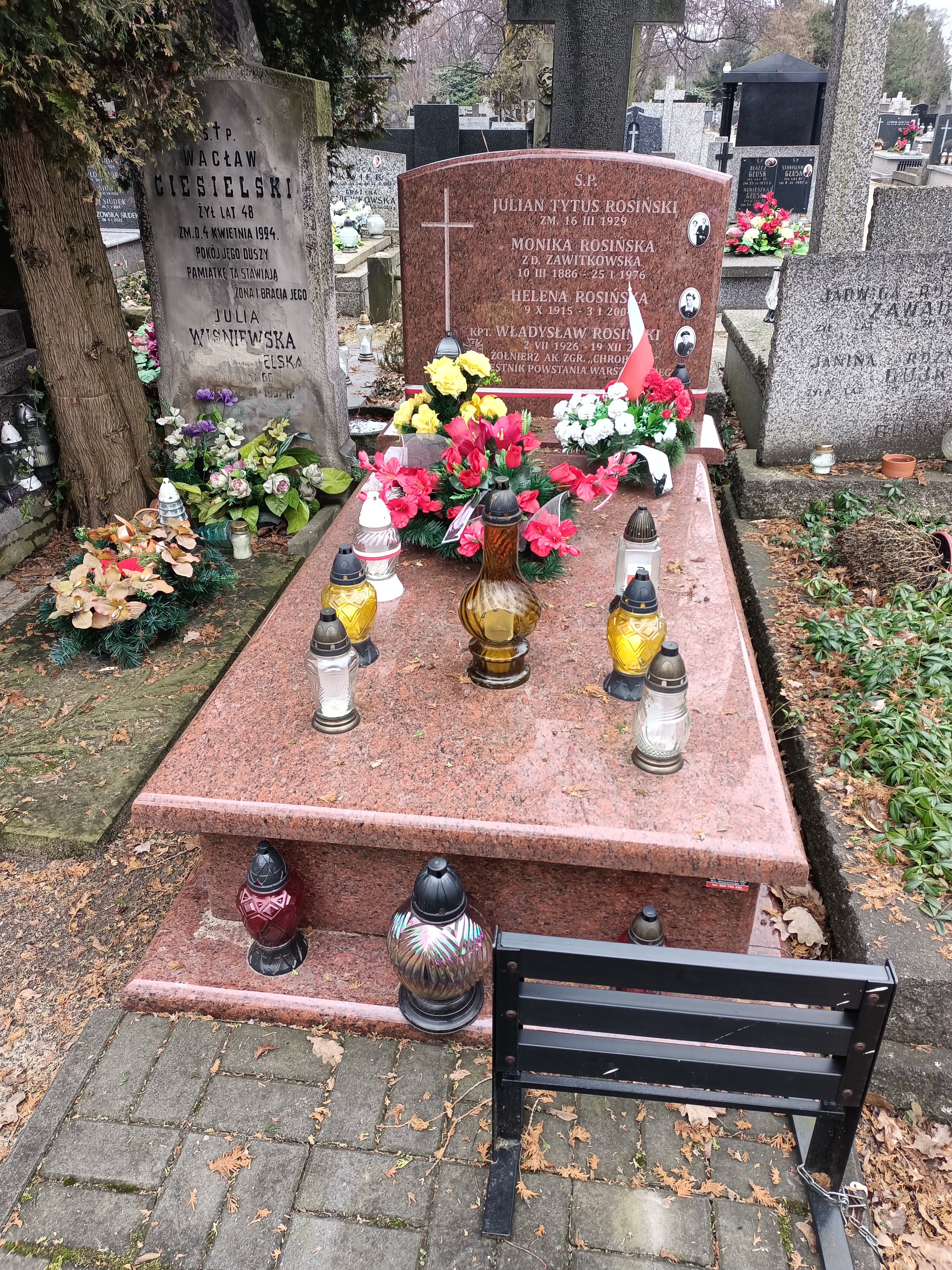
Nagrobek Władysława Rosińskiego na Cmentarzu Bródnowskim w Warszawie

Urodził się w Warszawie. Był synem Juliana i Moniki z domu Zawitkowskiej. W czasie okupacji niemieckiej pracował na poczcie. Po wybuchu powstania warszawskiego brał udział w budowie barykady przy ul. Towarowej, a następnie jako strzelec służył w 6. kompanii „Jeremi” – II batalionu „Lecha Grzybowskiego" – Zgrupowania „Chrobry II” AK w Śródmieściu Północnym. Po powstaniu został deportowany do obozu w Lipsku, a następnie do fabryki Richtera w tym samym mieście gdzie doczekał wyzwolenia. 
Władysław Rosiński był jednym z adresatów kampanii „BohaterON – włącz historię!”, należał także do Kapituły Nagrody BohaterONy im. Powstańców Warszawskich. Był również chorążym pocztu sztandarowego Środowiska Zgrupowania „Chrobry II".
W 2008 Prezydent RP Lech Kaczyński przy okazji obchodów 64 rocznicy wybuchu powstania warszawskiego odznaczył Władysława Rosińskiego – Krzyżem Kawalerskim Orderu Odrodzenia Polski za wybitne zasługi dla niepodległości Rzeczypospolitej Polskiej, za działalność na rzecz środowisk kombatanckich.
Zmarł 19 grudnia 2020. Po śmierci Władysława Rosińskiego kondolencje za pośrednictwem mediów społecznościowych złożył między innymi premier Mateusz Morawiecki, który spotkał się z Władysławem Rosińskim w dniu 1 sierpnia 2020 z okazji 76. rocznicy wybuchu powstania warszawskiego. Pochowany na cmentarzu Bródnowskim w Warszawie (kwatera 22E-3-31).